# Datapoint
Datapoint var ett företag baserat i Texas USA som av många anses vara det företag som lanserade den första PCn.
Datapoint presenterade i början av 1970-talet en s.k. Intelligent Terminal med produktnamnet Datapoint 2200. Den hade en 7 tums bildskärm och var i princip vad vi idag skulle kalla en mycket rudimentär PC eller bordsdator. Den hade centralprocessor med 1 MHz klockfrekvens, 4KB arbetsminne (icke-flyktigt datorminne) och ett massminne bestående av 2 st kassettbandspelare. För extern anslutning fanns terminalanslutning RS-232 (för modem), skrivaranslutning av typ Centronics samt extern bussingång. Tangentbordet var inbyggt.
Våren 1972 importerades den första Datapoint 2200 till Sverige av företaget Scantele AB.